# جيران منغة (مقاطعة ديواندرة)
جيران منغة (بالفارسية: جیران منگه) هي قرية تقع في قسم زرينه الريفي (مقاطعة ديواندرة) في إيران. يقدر عدد سكانها بـ 165 نسمة بحسب إحصاء 2016.